# Shogo Takagi
Shogo Takagi (高木省吾 Takagi Shogo?) (5 de octubre de 1976) es un luchador profesional japonés, conocido por su trabajo en Toryumon.

## Carrera

### Toryumon (2001-2004)
Takagi comenzó su carrera debutando en Toryumon México como Berlinetta Boxer, usando un gimmick  (personaje elegido por un luchador) de boxeador y llevando una máscara. Al poco tiempo Boxer fue transferido a Toryumon 2000 Project, donde se convirtió en un miembro más del grupo Italian Connection (Milano Collection A.T., YASSINI, YOSSINO, Condotti Shuji & Pescatore Yagi). Realizando también apariciones en Toryumon Japan, Takagi hizo equipo con sus compañeros de equipo Condotti Shuji & Pescatore Yagi para conseguir una larga serie de victorias.
Además, Berlinetta comenzó a aparecer en Toryumon X, formando parte del grupo Los Carros Exóticos con Lambo Miura, Murciélago y GALLARDO. En esta facción, los cuatro luchadores vestían máscaras y entraban al ring con volantes y palancas de cambio, simulando ser coches en una suerte de comedia. Sin embargo, el grupo no tuvo mucho éxito y Boxer fue enviado a tiempo completo de vuelta a Toryumon Japan.
A su retorno, Italian Connection se hallaba en un feudo con Crazy MAX (CIMA, SUWA, TARU & Don Fujii). En uno de sus combates, Berlinetta fue derrotado y obligado a desenmascararse, comenzando a usar su auténtico nombre después de ello. Siendo expulsado de Italian Connection, Boxer se unió a los también expulsados Shuji Kondo & YASSHI y a Toru Owashi para formar el equipo Giants, pero fue abandonado por ellos durante un combate y atacado poco después, dejándole tendido en el ring con su máscara destrozada. Más tarde, Boxer declaró que se retiraría de Toryumon, desapareciendo de escena durante meses, pero poco después volvió a aparecer para conseguir su venganza sobre Giants. Sin embargo, en lugar de atacarles, Boxer se quitó la máscara y se unió al grupo bajo su nombre real. A inicios de 2004, Masaaki Mochizuki consiguió el liderazgo del grupo, cambiando su nombre a Aagan Iisou y añadiendo como miembro a Takuya Sugawara. Sin embargo, con el tiempo Kondo y Mochizuki comenzaron a discutir sobre quién era el auténtico líder del equipo, llevando a una lucha interna en la que Masaaki fue expulsado de Aagan Iisou.

### Dragon Gate (2004)
Después de la ida de Último Dragón de la empresa, Toryumon Japan fue renombrado Dragon Gate, contratando a gran parte de los antiguos luchadores de Japan. Sin embargo, a finales de 2004, todo Aagan Iisou (Shuji Kondo, YASSHI, Takuya Sugawara, Toru Owashi & Takagi) fue despedido de Dragon Gate por razones desconocidas, si bien se aclaró oficialmente que uno o varios de sus miembros habían cometido un inespecífico acto de conducta poco profesional durante uno de los eventos.

### Dragondoor (2005-2006)
Tras el despido del grupo, los miembros de Aagan Iisou fueron contratados por la naciente empresa Dragondoor, formada por luchadores descontentos con el sistema de Dragon Gate para oponerse a ellos. Desde su retorno, Aagan Iisou consiguió una gran acogida por parte de los fanes, a pesar de ser teóricamente los heels, e iniciaron un feudo con la facción face de Dragondoor, formada por Taiji Ishimori, Kota Ibushi, Little Dragon & Milanito Collection a.t. Después de poco tiempo, Dragondoor cerró y sus luchadores fueron liberados, moviéndose más tarde a la siguiente encarnación de la empresa, Pro Wrestling El Dorado.

### Pro Wrestling El Dorado (2006-2008)
Takagi comenzó a aparecer en Pro Wrestling El Dorado tras el cierre de Dragondoor. A lo largo de 2006, Shogo permaneció con los restos de Aagan Iisou, desapareciendo de escena por un año por problemas de salud hasta su retorno como miembro de SUKIYAKI, un grupo face dirigido por Shuji Kondo. A finales de 2008, Takagi dejó la empresa.
El 31 de octubre de 2010, Takagi apareció en una Battle Royal del Toru Owashi 10th Anniversary, que fue ganada por Shinjiro Otani. Esa fue su última aparición en el mundo de la lucha libre profesional.

## En lucha
- Movimientos finales
  - Jet Punch[1][2]  (Lef-handed knockout hook)[2]
  - Jet Punch 1.25[4] (Discus lef-handed knockout hook)
  - BT Bomb[1][2] (Running crucifix powerbomb)

- Movimientos de firma
  - Jumbo Jet[1][2] (Full Nelson slam)[5] - 2005-2008
  - Super Jet Upper[6] (High-impact uppercut)
  - Jet Knee[7] (Running knee strike a la cara del oponente)
  - Corner clothesline
  - Diving elbow drop[5]
  - Drop toehold
  - Lifting side slam
  - Múltiples stiff punches[5]
  - Roundhouse kick[8]
  - Running leaping shoulder block[8]
  - Victory roll[9]

- Mánagers
  - Venezia

- Apodos
  - Shogo "Jet" Takagi[1]